# 타지크어

타지크어(타지크어: тоҷикӣ [tɒːd͡ʒiˈkiː])는 페르시아어의 한 방언으로, 타지키스탄의 공용어이다.

## 개요
타지크어라는 명칭은 1920년대 소련 내부에서 페르시아어 방언을 사용하는 타지크인들의 언어를 가리키는 명칭으로 처음 등장하였다. 아프가니스탄의 타지크인들이 사용하는 페르시아어 방언은 다리어라는 명칭으로 불리고 있다. 원래는 아랍 문자로 표기되고 있었지만, 1928년 소련 정부에 의해 로마자에 의한 표기 방법이 제정되었다. 1939년 이후에는 로마자 대신 키릴 문자를 사용하여 표기하게 되었다. 비록 표기 문자는 달라졌어도, 이란의 페르시아어와 아프가니스탄의 다리어 화자들과 여전히 상호 이해가 가능한 상태이다.

## 사용자와 나라
타지키스탄의 총인구 80% 가량이 타지크어를 모국어로 사용한다. 타지키스탄 남동부인 고르노바다흐샨 자치주 일부 지역은 파미르어가 대부분의 주민들의 모국어이며, 타지크어는 주로 제2언어로 사용되고 있다. 그외에도 소그드인의 후예로 여겨지는 야그노비인 역시 타지크어를 제2언어로 사용하고 있다.
그밖에 우즈베키스탄(31만)·키르기스스탄(1만 5,000), 이란, 아프가니스탄, 카자흐스탄, 러시아에 사는 타지크족과 부하라·사마르칸트 등의 도시에 사는 우즈베크인도 사용하고 있다.

## 문자
- 구 소련: 1928년까지는 아랍 문자를, 1928 ~ 40년까지는 라틴문자를 사용하고, 1940년부터 키릴 문자를 사용하고 있다. 문자의 수는 39개이다.

Аа Бб Вв Гг Ғғ Дд Ее Ёё Жж
Зз Ии Ӣӣ Йй Кк Ққ Лл Мм Нн
Оо Пп Рр Сс Тт Уу Ӯӯ Фф Хх
Ҳҳ Чч Ҷҷ Шш Ъъ Ээ Юю Яя
- 구 소련밖: 지금도 아랍 문자를 쓰고 있다.

## 특징
이란의 페르시아어에서는 볼 수 없는 단어가 있고, 러시아어에서 차용어가 많다. 타지크어는 키릴 문자를 사용하지만, 아랍 문자를 사용하는 경우도 있다.

## 같이 보기
- 이란족
- 타지키스탄의 국가